# Springgurkor
Springgurkor (Cyclanthera) är ett släkte av gurkväxter. Springgurkor ingår i familjen gurkväxter.

## Bildgalleri

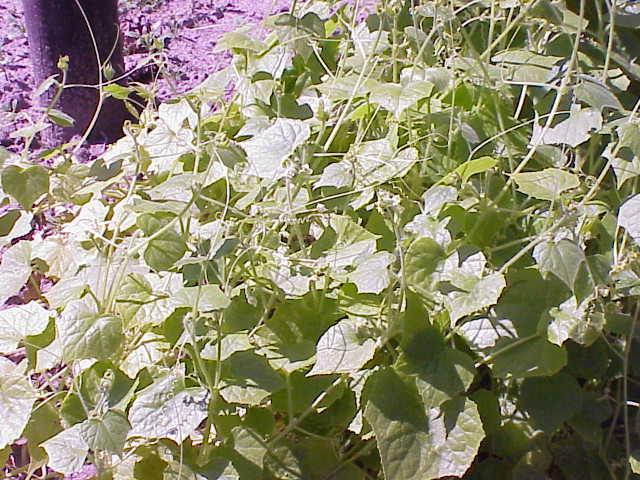
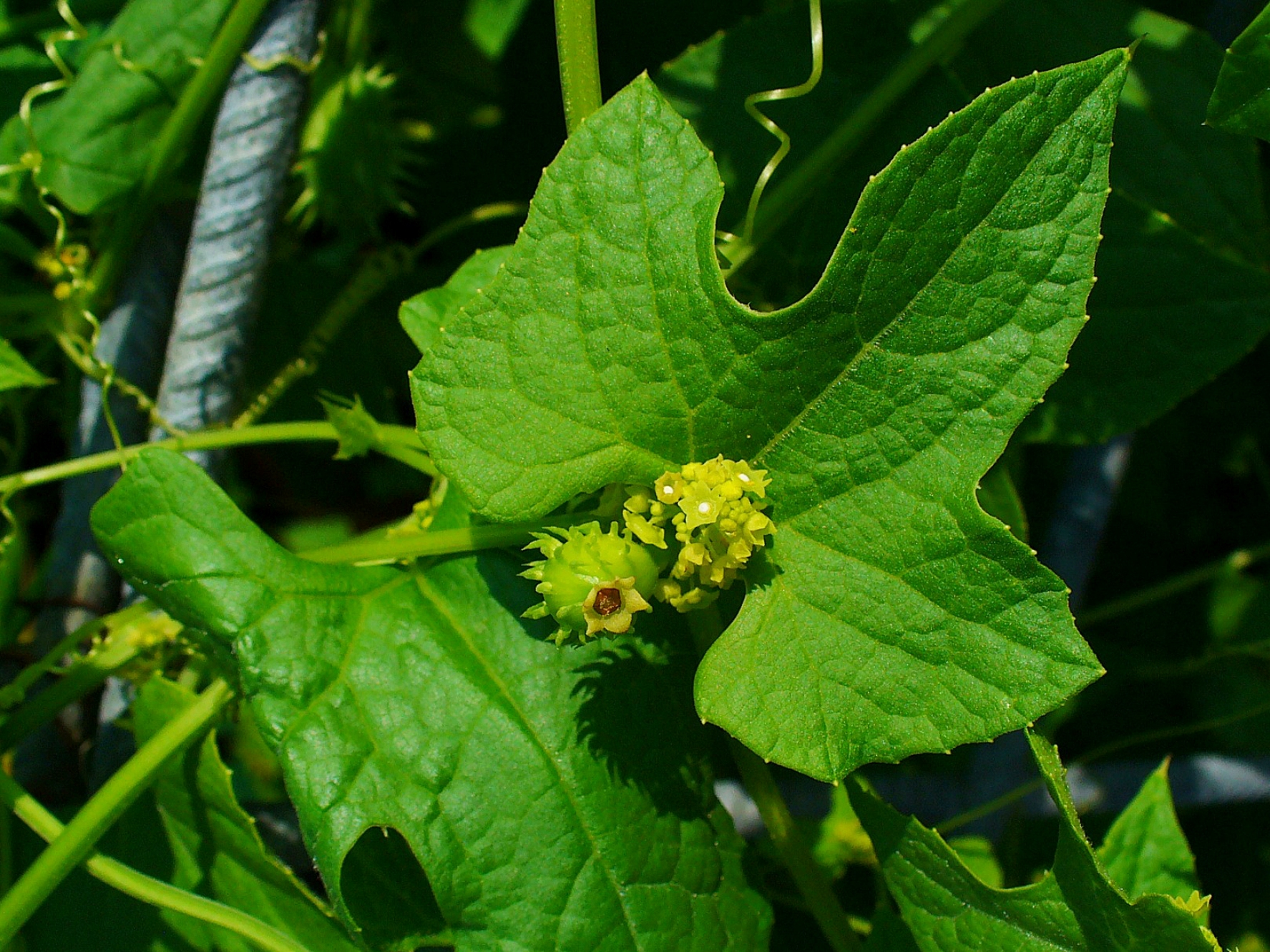
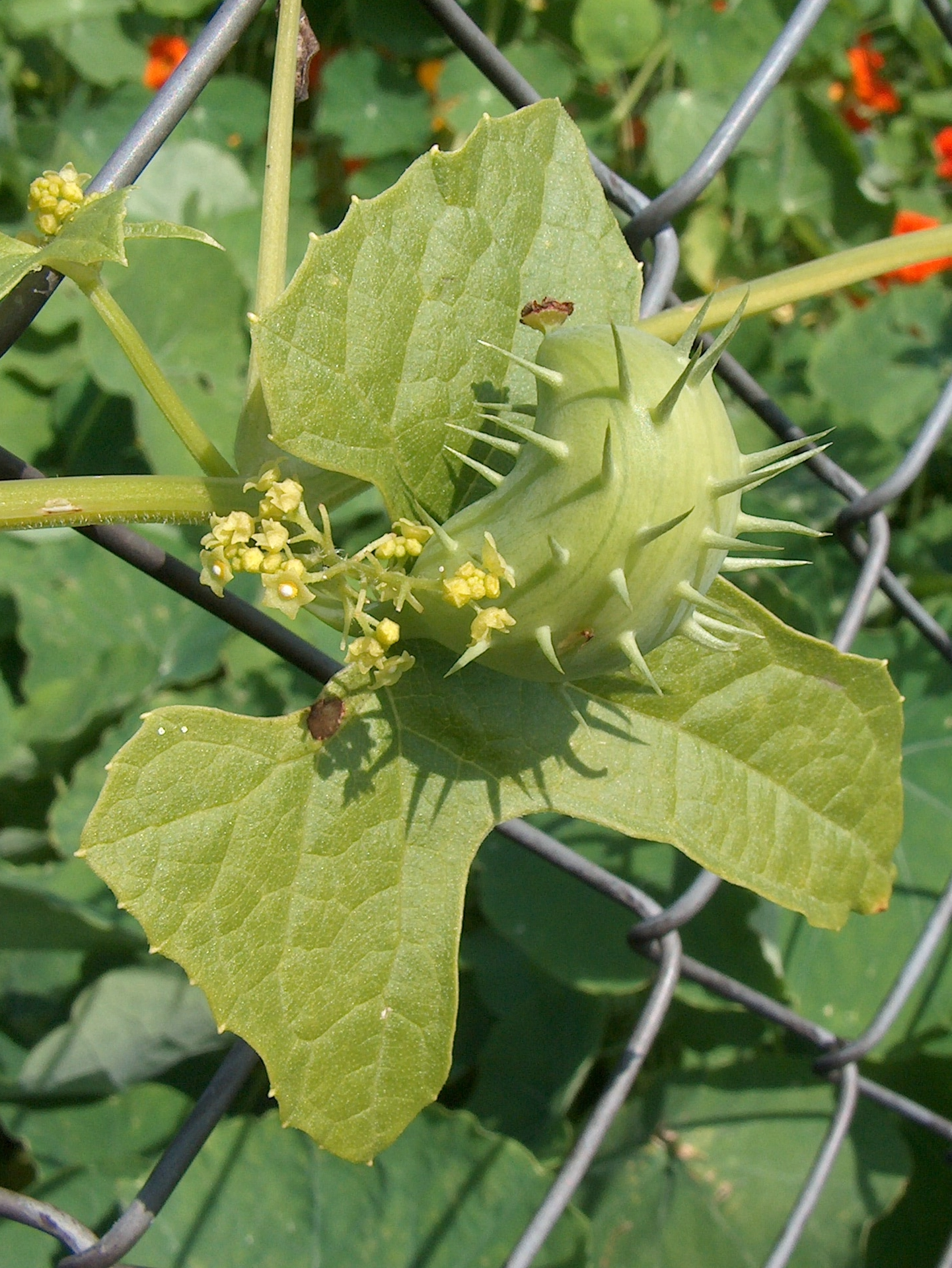

## Dottertaxa till Springgurkor, i alfabetisk ordning[1]
- Cyclanthera australis
- Cyclanthera brachystachya
- Cyclanthera brevisetosa
- Cyclanthera carthagenensis
- Cyclanthera cogniauxii
- Cyclanthera cordifolia
- Cyclanthera dieterleana
- Cyclanthera dioscoreoides
- Cyclanthera dissecta
- Cyclanthera dressleri
- Cyclanthera eichleri
- Cyclanthera elegans
- Cyclanthera entata
- Cyclanthera filiformis
- Cyclanthera glabra
- Cyclanthera gracilis
- Cyclanthera gracillima
- Cyclanthera heiseri
- Cyclanthera hystrix
- Cyclanthera integrifoliola
- Cyclanthera jeffreyi
- Cyclanthera jonesii
- Cyclanthera kuntzeana
- Cyclanthera lalajuela
- Cyclanthera langaei
- Cyclanthera leptostachya
- Cyclanthera leptostachyoides
- Cyclanthera longiflora
- Cyclanthera longisepala
- Cyclanthera macropoda
- Cyclanthera mathewsii
- Cyclanthera micrantha
- Cyclanthera minima
- Cyclanthera montana
- Cyclanthera monticola
- Cyclanthera multifoliolata
- Cyclanthera naudiniana
- Cyclanthera oligoechinata
- Cyclanthera pedata
- Cyclanthera peruana
- Cyclanthera phyllantha
- Cyclanthera quadrifida
- Cyclanthera quinqueloba
- Cyclanthera quinquelobata
- Cyclanthera ribiflora
- Cyclanthera rostrata
- Cyclanthera rusbyi
- Cyclanthera stenura
- Cyclanthera steyermarkii
- Cyclanthera tamnifolia
- Cyclanthera tenuifolia
- Cyclanthera tenuisepala
- Cyclanthera trianaei